# Coupe de France 1970/71
Het seizoen 1970/71 was het 54e seizoen van de Coupe de France in het voetbal. Het toernooi werd georganiseerd door de Franse voetbalbond.
Dit seizoen namen er 1383 clubs deel (vijf meer dan de record deelname uit de seizoenen 1966/67 en 1967/68). De competitie ging in de zomer van 1970 van start en eindigde op 20 juni 1971 met de finale in het Stade Olympique Yves-du-Manoir in Colombes. De finale werd gespeeld tussen Stade Rennes en Olympique Lyon (beide clubs stonden voor de vierde keer in de finale). Stade Rennes veroverde voor de tweede keer de beker door Olympique Lyon met 1-0 te verslaan.
Als bekerwinnaar vertegenwoordigde Stade Rennes Frankrijk in de Europacup II 1971/72.

## Uitslagen

### 1/32 finale
De wedstrijden werden op 7 februari gespeeld. De beslissingswedstrijden op 14 en 17 februari. De 20 clubs van de Division 1 kwamen in deze ronde voor het eerst in actie.
| Winnaar                 | Uitslag              | Verliezer         |
| ----------------------- | -------------------- | ----------------- |
| Stade Rennes            | 4-1                  | US Quevilly       |
| Olympique Lyon          | 1-0 nv               | FC Bourges        |
| Olympique Marseille     | 3-0                  | SEC Bastia        |
| FC Sochaux              | 5-0                  | AS Angoulême      |
| AS Monaco               | 2-0                  | US Montélimar     |
| US Dunkerque            | 1-1 nv; 3-2          | AS Aulnoye        |
| AAJ Blois               | 6-0                  | CA Brantôme       |
| Girondins Bordeaux      | 1-1 nv; 1-0          | FC Grenoble       |
| CA Mantes               | 4-1                  | RCFC Besançon     |
| AS Saint-Étienne        | 3-2                  | US Toulouse       |
| Red Star Paris          | 1-1 nv; 0-0 ns (5-4) | AC Cambrai        |
| FC Nantes               | 3-1                  | FC Lorient        |
| Montpellier-Littoral SC | 2-2 nv; 2-1          | AS Béziers        |
| Rapid Menton            | 2-1                  | FC Gueugnon       |
| RC Paris-Joinville      | 1-0                  | US Le Mans        |
| AS Nancy                | 1-0                  | US Grand Boulogne |

| Winnaar                 | Uitslag              | Verliezer              |
| ----------------------- | -------------------- | ---------------------- |
| Entente BFN             | 1-1 nv; 1-0          | AC Mouzon              |
| CS Cuiseaux-Louhans     | 2-1                  | Paris Saint-Germain    |
| RP Strasbourg-Meinau    | 2-2 nv; 2-2 ns (9-8) | FC Metz                |
| AS Strasbourg           | 3-1                  | FC Saint-Louis 1911    |
| Olympique Avignon       | 3-0                  | Bagnères-Luchon Sports |
| RC Lens                 | 5-1                  | Troyes Aube Football   |
| EDS Montluçon           | 5-3                  | SO Cholet              |
| AS Aix                  | 3-1                  | AC Ajaccio             |
| Stade Quimper           | 1-0                  | AC Évreux              |
| Lille OSC               | 3-1                  | SCO Angers             |
| Stade Reims             | 1-0                  | CS Sedan               |
| US Valenciennes-Anzin   | 1-0                  | CA Lisieux             |
| Stella Maris Douarnenez | 0-0 nv; 2-1          | Stade Brest            |
| OGC Nice                | 2-1                  | Olympique Nîmes        |
| SC Saint-Cyr            | 1-0                  | FC Sète                |
| FC Rouen                | 1-0                  | Limoges FC             |

### 1/16 finale
De wedstrijden werden op 28 februari gespeeld, de beslissingswedstrijden op 3 en 7 maart.
| Winnaar             | Uitslag     | Verliezer            |
| ------------------- | ----------- | -------------------- |
| Stade Rennes        | 2-0         | Entente BFN          |
| Olympique Lyon      | 2-1         | CS Cuiseaux-Louhans  |
| Olympique Marseille | 1-0         | RP Strasbourg-Meinau |
| FC Sochaux          | 2-1         | AS Strasbourg        |
| AS Monaco           | 1-0         | Olympique Avignon    |
| US Dunkerque        | 2-1         | RC Lens              |
| AAJ Blois           | 2-1         | EDS Montluçon        |
| Girondins Bordeaux  | 1-1 nv; 2-0 | AS Aix               |

| Winnaar                 | Uitslag              | Verliezer               |
| ----------------------- | -------------------- | ----------------------- |
| CA Mantes               | 1-0                  | Stade Quimper           |
| AS Saint-Étienne        | 2-1 nv               | Lille OSC               |
| Red Star Paris          | 0-0 nv; 1-0          | Stade Reims             |
| FC Nantes               | 0-0 nv; 1-0          | US Valenciennes-Anzin   |
| Montpellier-Littoral SC | 3-0                  | Stella Maris Douarnenez |
| Rapid Menton            | 3-1                  | OGC Nice                |
| RC Paris-Joinville      | 0-0 nv; 1-1 ns (3-1) | SC Saint-Cyr            |
| AS Nancy                | 1-0                  | FC Rouen                |

### 1/8 finale
De heenwedstrijden werden op 27 en 28 maart en 4 april gespeeld, de terugwedstrijden tussen op 9, 10 en 11 april. Rapid Menton speelde zijn thuiswedstrijd in Monaco
 * = eerst thuis 
| Winnaar               | Uitslag  | Verliezer          |
| --------------------- | -------- | ------------------ |
| Stade Rennes *        | 1-0, 1-1 | CA Mantes          |
| Olympique Lyon        | 0-2, 3-0 | AS Saint-Étienne * |
| Olympique Marseille * | 1-0, 1-0 | Red Star Paris     |
| FC Sochaux *          | 2-1, 1-0 | FC Nantes          |

| Winnaar              | Uitslag  | Verliezer                 |
| -------------------- | -------- | ------------------------- |
| AS Monaco            | 4-1, 1-1 | Montpellier-Littoral SC * |
| US Dunkerque         | 1-2, 2-0 | Rapid Menton *            |
| AAJ Blois            | 1-0, 5-1 | RC Paris-Joinville *      |
| Girondins Bordeaux * | 2-0, 1-2 | AS Nancy                  |

### Kwartfinale
De heenwedstrijden werden op 30 april en 1 en 2 mei gespeeld, de terugwedstrijden op 5 april. AAJ Blois speelde zijn thuiswedstrijd in Châteauroux
 * = eerst thuis 
| Winnaar               | Uitslag  | Verliezer          |
| --------------------- | -------- | ------------------ |
| Stade Rennes          | 0-2, 4-0 | AS Monaco *        |
| Olympique Lyon *      | 3-1, 3-2 | US Dunkerque       |
| Olympique Marseille * | 9-1, 4-2 | AAJ Blois          |
| FC Sochaux *          | 2-1, 1-0 | Girondins Bordeaux |

### Halve finale
De heenwedstrijden werden op 27 en 28 mei gespeeld, de terugwedstrijden op 1 juni.
 * = eerst thuis 
| Winnaar        | Uitslag           | Verliezer             |
| -------------- | ----------------- | --------------------- |
| Stade Rennes   | 0-1, 2-1 ns (3-1) | Olympique Marseille * |
| Olympique Lyon | 1-0, 1-1          | FC Sochaux *          |

### Finale
De wedstrijd werd op 20 juni 1971 gespeeld in het Stade Olympique Yves-du-Manoir in Colombes voor 46.801 toeschouwers. De wedstrijd stond onder leiding van scheidsrechter René Vigliani.
| Winnaar           | Uitslag | Finalist       |
| ----------------- | ------- | -------------- |
| Stade Rennes      | 1-0     | Olympique Lyon |
| André Guy (s) 63' |         |                |

1917/18 · 1918/19 · 1919/20 · 1920/21 · 1921/22 · 1922/23 · 1923/24 · 1924/25 · 1925/26 · 1926/27 · 1927/28 · 1928/29 · 1929/30 · 1930/31 · 1931/32 · 1932/33 · 1933/34 · 1934/35 · 1935/36 · 1936/37 · 1937/38 · 1938/39 · 1939/40 · 1940/41 · 1941/42 · 1942/43 · 1943/44 · 1944/45 · 1945/46 · 1946/47 · 1947/48 · 1948/49 · 1949/50 · 1950/51 · 1951/52 · 1952/53 · 1953/54 · 1954/55 · 1955/56 · 1956/57 · 1957/58 · 1958/59 · 1959/60 · 1960/61 · 1961/62 · 1962/63 · 1963/64 · 1964/65 · 1965/66 · 1966/67 · 1967/68 · 1968/69 · 1969/70 · 1970/71 · 1971/72 · 1972/73 · 1973/74 · 1974/75 · 1975/76 · 1976/77 · 1977/78 · 1978/79 · 1979/80 · 1980/81 · 1981/82 · 1982/83 · 1983/84 · 1984/85 · 1985/86 · 1986/87 · 1987/88 · 1988/89 · 1989/90 · 1990/91 · 1991/92 · 1992/93 · 1993/94 · 1994/95 · 1995/96 · 1996/97 · 1997/98 · 1998/99 · 1999/00 · 2000/01 · 2001/02 · 2002/03 · 2003/04 · 2004/05 · 2005/06 · 2006/07 · 2007/08 · 2008/09 · 2009/10 · 2010/11 · 2011/12 · 2012/13 · 2013/14 · 2014/15 · 2015/16 · 2016/17 · 2017/18 · 2018/19 · 2019/20 · 2020/21 · 
2021/22 · 2022/23 · 2023/24 · 2024/25 ·